# 前门饭店
前门饭店，又称“前门建国饭店”，位于北京市西城区永安路175号。

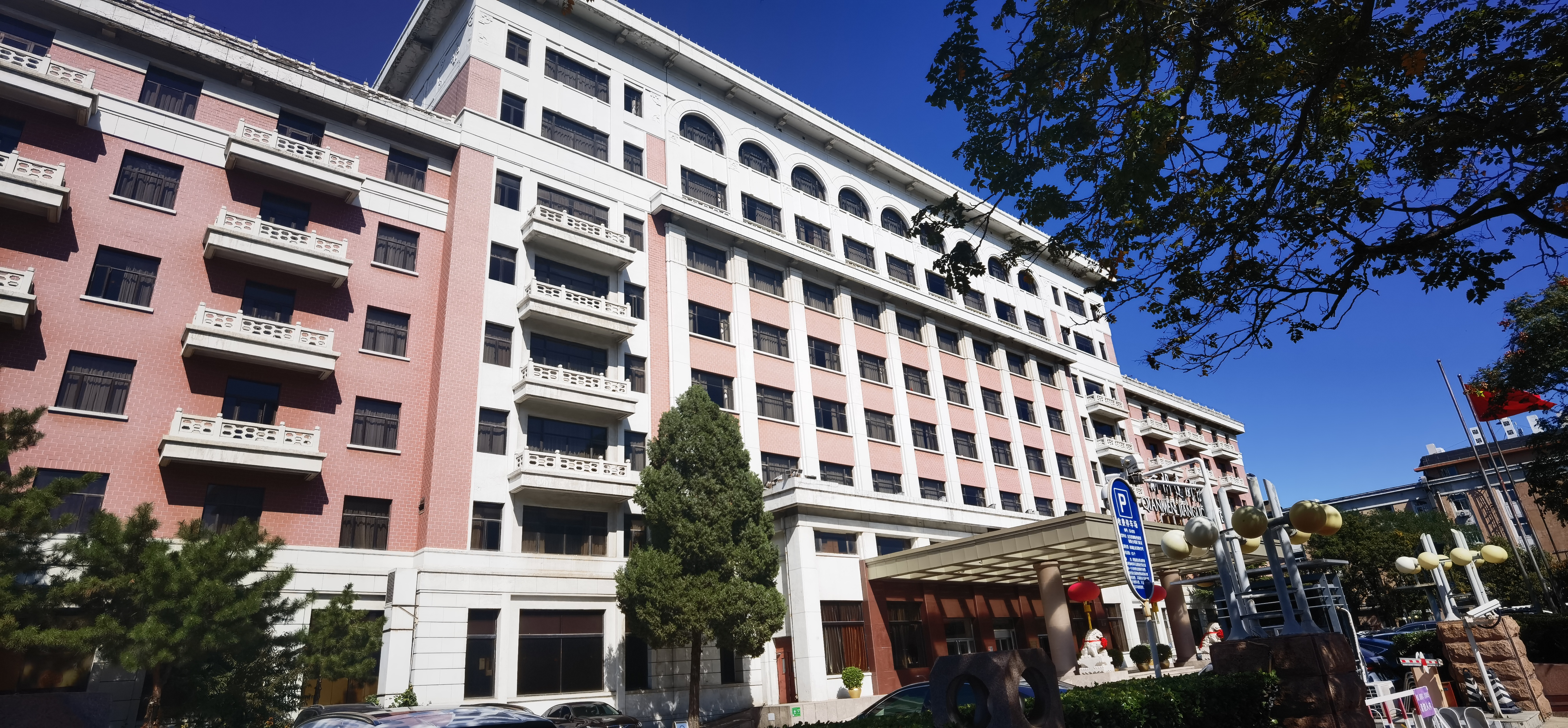
北京前门建国饭店正面

## 历史
1956年，前门饭店开业。1958年10月，毛泽东亲自试乘的第一辆中国自主研制的东风牌轿车开进前门饭店。北京饭店、民族饭店、前门饭店、华侨大厦、京西宾馆曾经并称北京“五大饭店”，1964年时这五家饭店是北京建筑和设备最好的饭店。前门饭店是北京在计划经济时代的八大饭店之一。2007年，前门饭店建筑被北京市列为《北京优秀近现代建筑保护名录》。文革爆发前后，1966年5月中共中央华北局在前门饭店召开了著名的前门饭店会议。
1979年，清华大学教授金国芬为前门饭店开发出具备查询功能的酒店管理软件，在中华人民共和国酒店管理中开创先河。
1978年改革开放后，前门饭店由事业单位改制成企业。前门饭店是北京最早的涉外酒店之一，入住来宾以海外旅游团队为主。1990年，前门饭店建成梨园剧场并开业。2000年代起，前门饭店定位为中国第一家“京剧文化主题饭店”，将部分单间餐厅用京剧剧名及情节装修为主题餐厅。例如兰芳厅得名自梅兰芳。作为主题酒店，前门饭店内遍布各种京剧剧照和历史照片，并展示戏服、道具，还为宾客开设有“京剧教室”教京剧表演。2008年，前门饭店获得国家旅游局颁发的四星级酒店牌匾。
1998年，北京首都旅游集团有限责任公司（简称“首旅集团”）成立。1999年，成立北京首都旅游国际酒店集团有限公司（简称“首旅酒店集团”），为首旅集团旗下的二级企业。该公司将“建国”定为集团的统一品牌。所以前门饭店自此又称“前门建国饭店”。
1999年，北京首都旅游股份有限公司（简称“首旅股份”）经北京市人民政府京政办函〔1999〕14号批复批准，由北京首都旅游集团有限责任公司作为主发起人成立。2000年发行A股，在上海证券交易所上市。2007年9月12日，北京首都旅游股份有限公司第三届董事会公告称，2007年9月10日北京首都旅游股份有限公司第三届董事会第十二次会议审议通过了《关于公司2007年度公开增发A股方案的提案》，募集资金用途为：（1）收购北京首都旅游集团有限责任公司、香港紫大国际投资有限公司分别持有的北京和平宾馆有限公司股权（共计51%股权）；（2）对北京市新侨饭店有限公司增资，取得该公司增资完成后的51%股权；（3）收购北京市首都旅游国际酒店集团有限公司前门饭店的整体经营性资产（含负债）并且交纳土地出让金。
2009年1月16日，北京首都旅游股份有限公司股东大会通过收购前门饭店的决议。2009年，收购前门饭店。2013年，北京首都旅游股份有限公司更名为“北京首旅酒店（集团）股份有限公司”（简称“首旅酒店”）。其旗下的前门饭店全称为“北京首旅酒店（集团）股份有限公司前门饭店”。2017年3月28日，首旅酒店、如家酒店集团宣布，合并后的酒店集团更名为“北京首旅如家酒店（集团）股份有限公司”。
自2013年起，受“中央八项规定”以及2014年初实施的《中央和国家机关会议费管理办法》影响，包括前门饭店在内的高端酒店利润连续下滑。

## 梨园剧场
1990年，前门饭店与北京京剧院合作，在前门饭店内1层创办梨园剧场。梨园剧场所在处，之前是前门饭店附设的礼堂，专用来接待中央各部委会议，后来由于常年不用而改成仓库。改建成梨园剧场后，专演京剧，主要接待境外游客晚间观剧。2010年代初，梨园剧场每年接待400万游客。